# Raimundo de Toledo
Raimundo de Toledo o Raimundo de Sauvetat (Gascuña, ?- Toledo, 1152) fue un religioso y político castellano. 

## Biografía
Fue monje cluniaciense y en 1126, tras casi dos años de administrador en sede vacante, fue confirmado arzobispo de Toledo, cátedra que ocupó hasta su muerte. En 1129 fue nombrado primer señor eclesiástico de Alcalá de Henares por Alfonso VII, al otorgar  Alcalá y su Tierra (constituidos como concejo y alfoz) al arzobispado de Toledo. En 1130 también fue nombrado Canciller de Castilla por el rey Alfonso VII, puesto que abandona, poco antes de su muerte, en 1150. Sobre este rey ejercería una importante influencia y logró para su diócesis importantes legados y privilegios.

Continuó la obra reformadora de su predecesor, don Bernardo, imponiendo los usos romanos en la liturgia y mejorando la moral del clero. Su obra más importante fue el impulso que dio a la formación de la Escuela de Traductores de Toledo, grupo de trabajo que incluía a los mozárabes toledanos, los judíos de la ciudad, los profesores de la madrasa de la ciudad y nuevos pensadores, fundamentalmente monjes cluniacienses. 

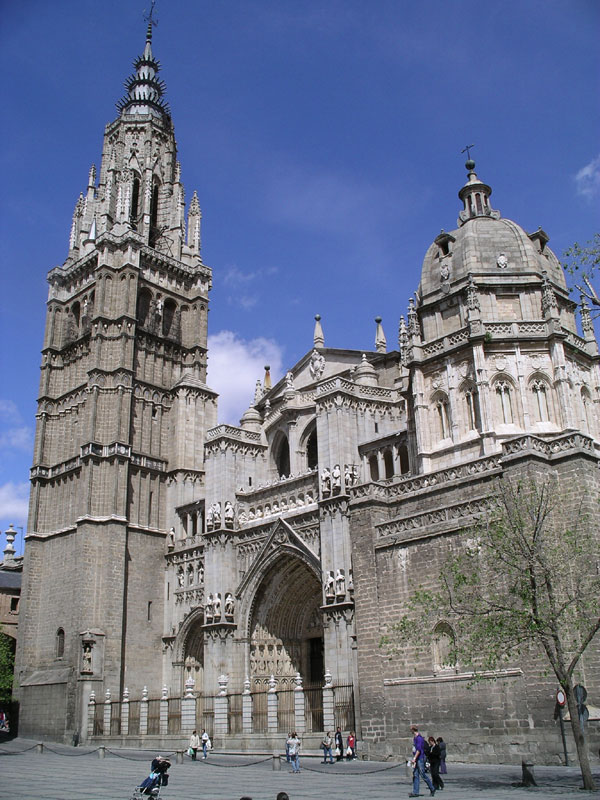
Catedral de Santa María

Mandó reconstruir el palacio episcopal frente a la antigua mezquita mayor convertida en Catedral de Santa María –y a la que dio su primer estatuto–, y dejó una parte del edificio para la Escuela. La riqueza de las bibliotecas toledanas en árabe y el conocimiento de esta lengua por parte de los cristianos mozárabes le impulsaron a recuperar textos perdidos de la Antigüedad clásica y a fomentar la transmisión de los importantes avances de la Escuela Toledana en Medicina, Álgebra y Astronomía; este empeño cristalizó en la traducción de numerosas obras del árabe al castellano, y del castellano al latín (o directamente del árabe o griego al latín), y, poco a poco, dio a conocer también la importante filosofía árabe y hebrea de corte aristotélico, lo que supuso una renovación radical de la Escolástica europea. Entre los traductores que trabajaron en esta primera época destacaron el mozárabe Domingo Gundisalvo, el judeoconverso Juan Hispalense, el italiano Gerardo de Cremona y el escocés Miguel Escoto.
La Escuela toledana, ya en tiempos de Raimundo, toma fama en toda la Cristiandad, ya que también se fomentaban los estudios filosóficos y científicos, compitiendo con las nacientes universidades.
| Predecesor: Pedro de Bourges, O.S.B. | Obispo de Osma 1109 – 1125      | Sucesor: Beltrán         |
| Predecesor: Bernardo de Sedirac      | Arzobispo de Toledo 1126 – 1152 | Sucesor: Juan de Segovia |